# 유혹 (1969년 영화)
"유혹"은 1969년에 개봉한 대한민국의 영화이다.

## 캐스팅
- 신영균
- 윤정희
- 오영일
- 오지명
- 정민
- 김신재
- 조덕성
- 김정옥
- 박미영
- 곽태용
- 김웅
- 지방열
- 나정옥
- 석귀녀
- 윤일주
- 이예성
- 김기범
- 조학자
- 송일근
- 김주오
- 이기영
- 장정국
- 홍성중